# Painful
Painful är det sjätte studioalbumet av Yo La Tengo, släppt på Matador Records 1993.

## Låtlista
1. "Big Day Coming"  – 7:04
2. "From A Motel 6"  – 4:08
3. "Double Dare"  – 3:28
4. "Superstar-Watcher"  – 1:42
5. "Nowhere Near"  – 6:01
6. "Sudden Organ"  – 4:42
7. "A Worrying Thing"  – 2:53
8. "I Was The Fool Beside You For Too Long"  – 5:04
9. "The Whole Of The Law" (The Only Ones) – 2:19
10. "Big Day Coming"  – 4:14
11. "I Heard You Looking"  – 7:01